# Bộ luật Hình sự (Việt Nam)
Bộ luật Hình sự là luật đấu tranh "phòng ngừa và chống tội phạm; bảo vệ lợi ích của Nhà nước Cộng hòa xã hội chủ nghĩa Việt Nam, quyền, lợi ích hợp pháp của công dân, tổ chức."
Bộ luật Hình sự này được xây dựng trên cơ sở kế thừa và phát huy những nguyên tắc, chế định pháp luật Hình sự của nước Việt Nam xã hội chủ nghĩa, nhất là bộ luật Hình sự năm 1985, cũng như những bài học kinh nghiệm từ thực tiễn đấu tranh phòng ngừa và chống tội phạm trong nhiều thập kỷ qua của quá trình xây dựng và bảo vệ Tổ quốc.

## Nhiệm vụ của Bộ luật Hình sự
Trong Điều 1 Bộ luật Hình sự 2015 có nêu nhiệm vụ của Bộ luật là: Bộ luật hình sự có nhiệm vụ bảo vệ chủ quyền quốc gia, an ninh của đất nước, bảo vệ chế độ xã hội chủ nghĩa, quyền con người, quyền công dân, bảo vệ quyền bình đẳng giữa đồng bào các dân tộc, bảo vệ lợi ích của Nhà nước, tổ chức, bảo vệ trật tự pháp luật, chống mọi hành vi phạm tội; giáo dục mọi người ý thức tuân theo pháp luật, phòng ngừa và đấu tranh chống tội phạm.

## Cấu trúc
Bộ luật gồm 426 điều, được chia làm ba phần, với 26 chương:
- Phần thứ nhất: Những quy định chung. Gồm 12 chương với 107 điều.
- Phần thứ hai: Các loại tội phạm. Gồm 14 chương với 318 điều.
- Phần thứ ba: Điều khoản thi hành. Chỉ có 1 điều luật.

## Hiệu lực thi hành
Bộ luật Hình sự số: 100/2015/QH13 (hay còn gọi là Bộ luật hình sự 2015) có hiệu lực từ ngày 01 tháng 7 năm 2016.
Luật số: 12/2017/QH14 sửa đổi, bổ sung một số điều của Bộ luật Hình sự số: 100/2015/QH13 có hiệu lực thi hành từ ngày 01 tháng 1 năm 2018.
Luật số: 86/2025/QH15 sửa đổi, bổ sung một số điều của Bộ luật Hình sự số 100/2015/QH13 đã được sửa đổi, bổ sung một số điều theo Luật số 12/2017/QH14 và Luật số 59/2024/QH15, có hiệu lực thi hành từ ngày 01 tháng 7 năm 2025.
Bộ luật Hình sự số 15/1999/QH10 và Luật số 37/2009/QH12 sửa đổi, bổ sung một số điều của Bộ luật hình sự hết hiệu lực thi hành.

## Văn bản hướng dẫn
- Nghị quyết 41/2017/QH14 thi hành Bộ luật Hình sự 100/2015/QH13 đã được sửa đổi, bổ sung một số điều theo Luật 12/2017/QH14 và về hiệu lực thi hành của Bộ luật Tố tụng hình sự 101/2015/QH13, Luật Tổ chức cơ quan điều tra hình sự 99/2015/QH13, Luật Thi hành tạm giữ, tạm giam 94/2015/QH13 do Quốc hội ban hành[8]

- Công văn 04/TANDTC-PC năm 2018 về áp dụng Bộ luật Hình sự năm 2015 và Nghị quyết 41/2017/QH14 do Tòa án nhân dân tối cao ban hành[9]

- Công văn 148/TANDTC-PC năm 2017 triển khai, thi hành Bộ luật Hình sự năm 2015 và Nghị quyết 41/2017/QH14 do Tòa án nhân dân tối cao ban hành[10]
- Nghị quyết 02/2019/NQ-HĐTP hướng dẫn áp dụng Điều 150 về tội mua bán người và Điều 151 về tội mua bán người dưới 16 tuổi của Bộ luật Hình sự do Hội đồng Thẩm phán Tòa án nhân dân tối cao ban hành[11]
- Nghị quyết 05/2018/NQ-HĐTP hướng dẫn áp dụng Điều 234 về tội vi phạm quy định về bảo vệ động vật hoang dã và Điều 244 về tội vi phạm quy định về bảo vệ động vật nguy cấp, quý, hiếm của Bộ luật Hình sự do Hội đồng Thẩm phán Tòa án nhân dân tối cao ban hành[12]
- Nghị định 19/2018/NĐ-CP của Chính phủ quy định về việc tính tổng khối lượng hoặc thể tích chất ma túy tại một số điều của Bộ luật Hình sự năm 2015[13]
- Nghị định 37/2018/NĐ-CP của Chính phủ về việc quy định chi tiết thi hành các biện pháp giám sát, giáo dục người dưới 18 tuổi phạm tội được miễn trách nhiệm hình sự[14]
- Nghị quyết 06/2019/NQ-HĐTP về hướng dẫn áp dụng quy định tại các Điều 141, 142, 143, 144, 145, 146, 147 của Bộ luật Hình sự và việc xét xử vụ án xâm hại tình dục người dưới 18 tuổi do Hội đồng Thẩm phán Tòa án nhân dân tối cao ban hành[15]
- Nghị quyết 05/2019/NQ-HĐTP hướng dẫn áp dụng Điều 214 về tội gian lận bảo hiểm xã hội, bảo hiểm thất nghiệp, Điều 215 về tội gian lận bảo hiểm y tế và Điều 216 về tội trốn đóng bảo hiểm xã hội, bảo hiểm y tế, bảo hiểm thất nghiệp cho người lao động của Bộ luật Hình sự do Hội đồng Thẩm phán Tòa án nhân dân tối cao ban hành[16]
- Nghị quyết 03/2019/NQ-HĐTP hướng dẫn áp dụng Điều 324 của Bộ luật Hình sự về tội rửa tiền do Hội đồng Thẩm phán Tòa án nhân dân tối cao ban hành[17]
- Nghị quyết 03/2020/NQ-HĐTP về hướng dẫn áp dụng quy định của Bộ luật Hình sự trong xét xử tội phạm tham nhũng và tội phạm khác về chức vụ do Hội đồng Thẩm phán Tòa án nhân dân tối cao ban hành[18]
- Nghị quyết 01/2021/NQ-HĐTP hướng dẫn áp dụng Điều 201 của Bộ luật Hình sự và việc xét xử vụ án hình sự về tội cho vay lãi nặng trong giao dịch dân sự do Hội đồng Thẩm phán Tòa án nhân dân tối cao ban hành[19]
- Nghị quyết 03/2022/NQ-HĐTP hướng dẫn áp dụng quy định tại Điều 304, 305, 306, 307 và 308 của Bộ luật Hình sự do Hội đồng Thẩm phán Tòa án nhân dân tối cao ban hành[20]

## Văn bản đính chính
- Công văn 3613/UBPL13 năm 2016 đính chính Luật số 100/2015/QH13 do Ủy ban Pháp luật Quốc hội khóa XIII ban hành[21]